# Johann Peter Hieronymus Hoch
Johann Peter Hieronymus Hoch (* 16. Januar 1779 in Frankfurt am Main; † 21. Juni 1831 ebenda) war ein deutscher Jurist und Politiker. Er war Jüngerer und Älterer Bürgermeister der Freien Stadt Frankfurt.
Johann Peter Hieronymus Hoch war Jurist in der Reichsstadt Frankfurt. Er wurde 1830 Appellationsgerichtsrat am Appellationsgericht Frankfurt am Main. 1816 bis 1826 war er Senator und 1826 bis 1831 Schöff im Senat der Freien Stadt Frankfurt. 1822 und 1824 bis 1826 war er Mitglied des engeren Rates und 1820 und 1823 Jüngerer Bürgermeister. 1829 war er Älterer Bürgermeister der Stadt. Dem Gesetzgebenden Körper gehörte er 1819, 1822, 1825 bis 1828 und 1821 an.